# Marianne, ein Weib aus dem Volk
Marianne, ein Weib aus dem Volk è un cortometraggio muto del 1911. Il nome del regista non viene riportato.
Fu l'esordio sullo schermo della famosa attrice teatrale Adele Sandrock.

## Produzione
Il film fu prodotto dalla Messters Projektion GmbH.

## Distribuzione
Il film uscì nelle sale cinematografiche USA il 7 ottobre 1911.